# Nemipterus tambuloides
Cá đổng năm sọc (Danh pháp khoa học: Nemipterus tambuloides) là một loài cá biển trong họ cá lượng Nemipteridae, thuộc bộ cá vược.

## Tổng quan
Chúng là loài bản địa của vùng biển Tây Thái Bình Dương, phân bố ở vùng nhiệt đới từ khoảng 25 °C-30 °C Biển Andaman (miền nam myanma), Eo biển Malacca, Việt Nam, Vịnh Thái Lan, Indonesia. Giá trị kinh tế của nó Là đối tượng của nghề khai thác cá vùng biển. Có tập tính sống quần đàn. Sống ở tầng đáy, ở độ sâu khoảng 50-70m và độ mặn tương đối cao Thức ăn thường chủ yếu động vật thân mềm, cá nhỏ, giáp xác ngoài ra, chúng có thể lọc thức ăn từ bùn.

## Đặc điểm

### Phần đầu
Đầu tươg đối ngắn. Nhìn bên có hình elip. Mõm ngắn và tù. Lỗ mũi 2 đôi ở phía trước viền mắt. Mắt to 2 bên đầu, màng mỡ tương đối phát triển nhưng chừa trống con ngươi. Khoảng cách mắt rộng và gồ cao thành cung tròn rộng. Miệng tương đối hẹp, gần như nằm ngang. Đoạn cuối xương hàm trên lộ ra ngoài và viền có răng cưa nhỏ. Môi trên dày, ở ngay chính giữa có một rãnh khuyết. Môi dưới rất mỏng và sắt, ở giữa có một gờ nhô lên ăn khớp vào môi trên. Phần trên của đầu và cơ thể có màu hồng. 

### Phần thân
Là loại cá xương nước lợ mặn, thân tròn dẹt, dài khoảng 23 cm. Cá bắt được thường có chiều dài khoảng 15–23 cm. Thân tương đối dài, dẹp bên, viền mặt lưng, viền mặt bụng cong. Chiều dài thân gấp 3.2-4 lần chiều cao thân; 5.5-6.5 chiều dài đầu. Chiều dài đầu gấp 4-5.5 lần chiều dài mõm; 3.4-4.7 đường kính mắt và 2-3 lần khoảng cách mắt. Phần bụng màu trắng bạc. Dọc theo 2 bên thân có 5 vạch màu vàng. Mặt lưng màu hồng. Mặt bụng màu trắng bạc. Phía bên trên hông có 5 sọc kéo dài từ mang đến đuôi. Vây lưng: 1 vây lưng dài có màu hồng nhạc Lược mang: 12-14. Vây đuôi chẻ. Vây ngực rộng. Vây bụng tương đối hẹp, ở ngay bụng. Vây hậu môn: dài và rộng. 